# Vibo Marina
Vibo Marina is een plaats (frazione) in de Italiaanse gemeente Vibo Valentia, provincie Vibo Valentia, en telt ongeveer 10.000 inwoners.

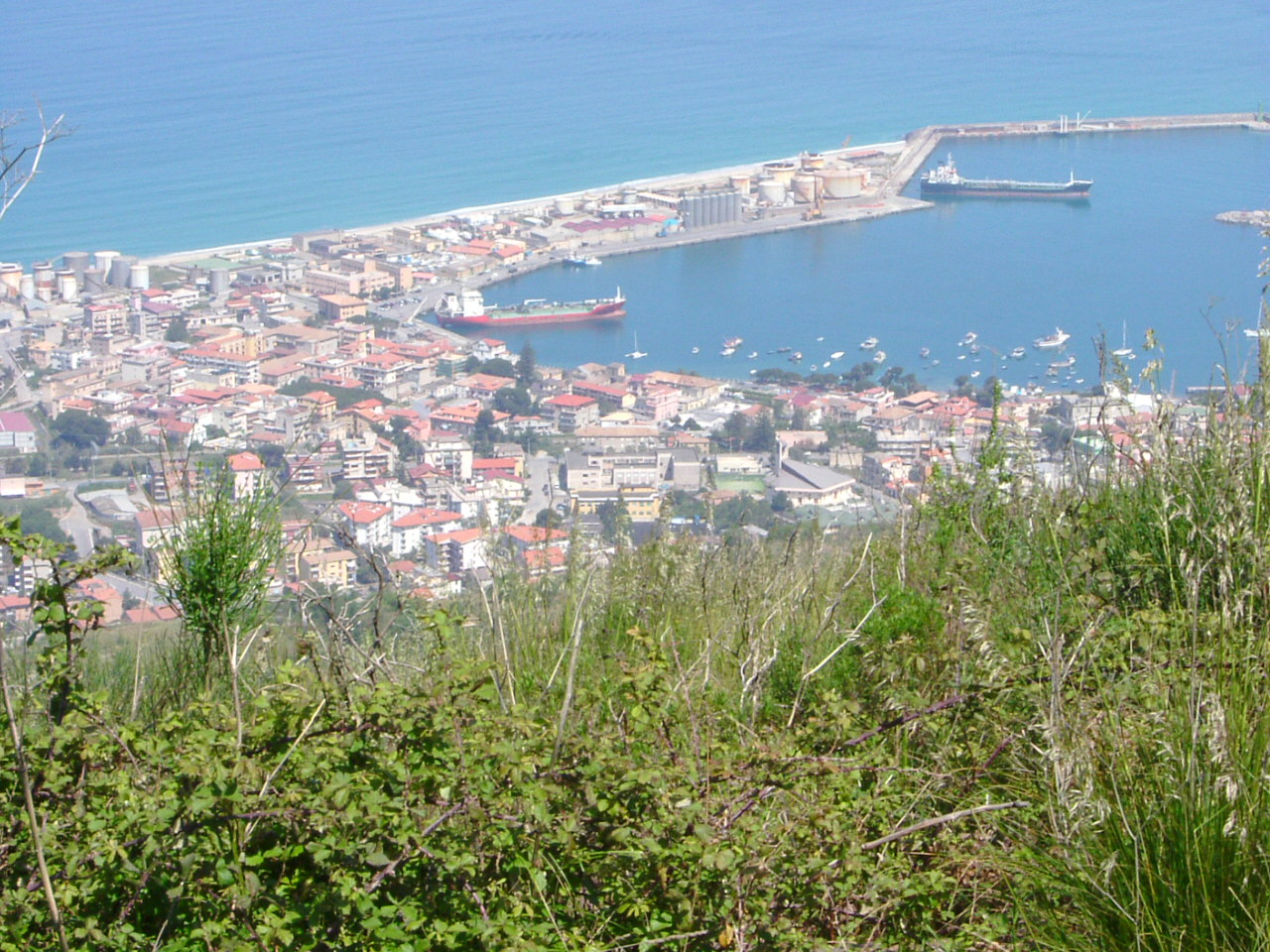
Vibo Marina